# Medalla Olímpica

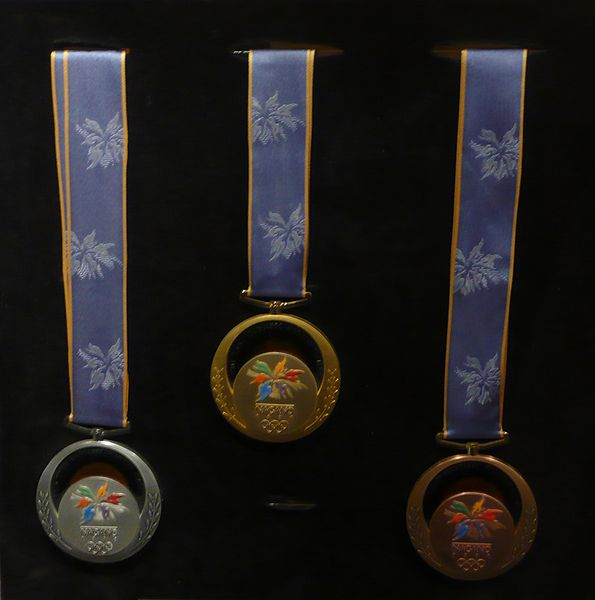
Medalles d'or, plata i bronze atorgades als Jocs Olímpics d'Hivern de 1998.

La Medalla Olímpica és el principal premi que reben els participants d'uns Jocs Olímpics que finalitzen en les tres primeres posicions de cada prova.
Existeixen en l'actualitat tres classes de medalles: 
- medalla d'or, atorgada al guanyador de cada prova
- medalla de plata, adjudicada al subcampió
- medalla de bronze, adjudicada al tercer lloc de la competició.

El disseny de les medalles ha variat considerablement des dels primers Jocs Olímpics d'Estiu de 1896, en particular en grandària i pes. El disseny estàndard de l'anvers (davant) de les medalles dels Jocs Olímpics d'Estiu es va iniciar en els Jocs Olímpics d'Estiu de 1928 celebrats a Amsterdam (Països Baixos) i es va mantenir durant molts anys, fins a la seva substitució en els Jocs Olímpics d'Estiu de 2004 celebrats a Atenes (Grècia) com a resultat de la controvèrsia entorn de l'ús del Colosseu de Roma en lloc d'un edifici que representa les arrels gregues dels Jocs. Les medalles dels Jocs Olímpics d'Hivern mai han tingut un disseny comú, però regularment compten amb flocs de neu.

## Història

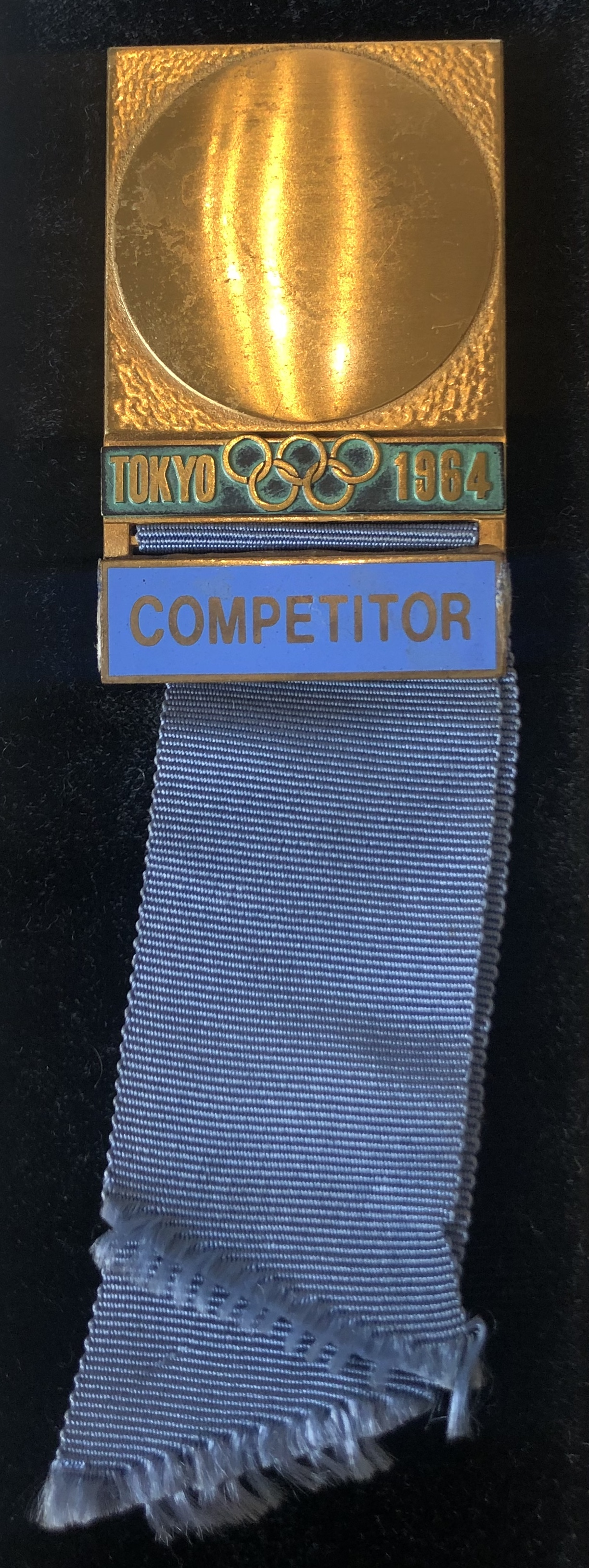

En els Jocs Olímpics de l'antigor el guanyador de cada prova era guardonat amb una branca d'olivera, també coneguda com a kotinos. Es tractava d'una branca d'ullastre provinent d'Olímpia, entrallaçada formant un cercle o ferradura. Segons Pausànies va ser introduït per Hèracles com un premi per al guanyador de la cursa a peu en honor de Zeus.
Quan es va iniciar la competició als Jocs Olímpics d'Estiu de 1896 celebrats a Atenes (Grècia) s'adoptà l'ideal dels Jocs de l'Antigor, motiu pel qual en aquesta edició al guanyador de cada prova se li donà una medalla de plata i una branca d'olivera, mentre que al finalista se li donà una branca de llaurer o una moneda o medalla de bronze. En els Jocs Olímpics d'Estiu de 1900 celebrats a París (França), però, la majoria dels guanyadors reberen copes o trofeus en lloc de medalles.
El costum de concedir la seqüència d'or, plata i bronze als tres primers llocs de cada prova s'inicià als Jocs Olímpics d'Estiu de 1904 celebrats a Saint Louis (Estats Units). D'aquesta manera el Comitè Olímpic Internacional (COI) assignà, amb caràcter retroactiu, les medalles d'or, plata i bronze als tres millors atletes en les edicions celebrades anteriorment (1896 i 1900). Si hi ha un empat en qualsevol dels tres primers llocs tots els competidors tenen dret a rebre la medalla apropiada d'acord amb les regles del COI.
Les medalles no són els únics premis que s'atorguen als competidors, així tots els atletes que finalitzen en els vuit primers llocs de cada prova són guardonats amb un diploma olímpic.